# На заре во дворе
«На заре во дворе» — советский мультфильм, выпущенный в 1985 году киностудией Беларусьфильм. 
Диплом «За лучший мультипликат» на Смотре-конкурсе «Беларусьфильма» 1985г.

## Сюжет
Мультипликационный фильм о том, как однажды петух потерял голос и сразу размеренная жизнь в хозяйстве нарушилась, т.к. животные не хотели просыпаться и заниматься привычными делами.

## Съёмочная группа
| Режиссёр             | Игорь Волчек |
| Сценарист            | Дмитрий Якутович, Сергей Булыга |
| Художник-постановщик | А. Матюшевская, Е. Ларченко |
| Оператор             | Юрий Мильтнер |
| Композитор           | Пётр Альхимович |
| Звукооператор        | Б. Шангин |
| Мультипликаторы      | Юрий Бутырин, Виктор Довнар, Валерий Угаров |
| Роли озвучивали      | Всеволод Абдулов — Петух, Владимир Винокур — Индюк, Армен Джигарханян — Баран, Борис Новиков — Гусь, который сгонял жир, Зоя Пыльнова — петушок |
| Ассисстент режиссёра | Г. Поночевная |
| Ассистент художника  | Н. Молоткова |
| Монтаж               | А. Аксёнова |
| Редактор             | Р. Гущина |
| Директор             | Ольга Оноприенко |